# San Juan (rijeka u Venezueli)
San Juan je rijeka u sjeveroistočnoj Venezueli. Teče kroz savezne države Sucre i Monagas. Njezin istočni dio tvori granicu između ovih dvoju država prije nego što se ulijeva u zaljev Paria. Neposredno prije ušća, u San Juan se, preko rukavca Caño Francés, ulijeva rijeka Guarapiche. Na tom je mjestu u veljači 2012., u šumama mangrova, došlo do izlijevanja nafte.

## Vanjske poveznice
- Geologia de Venezuela
- Consecuencias ambientales de derrame petrolero en Monagas